# Ángel Ramírez Rull
Ángel Ramírez Rull (m. 1972) va ser un policia i militar espanyol.

## Biografia
Durant el període de la Segona República va ingressar en el Cos de Seguretat i Assalt. El juliol del 1936 ostentava el rang de capità i era cap de la 5a companyia d'Assalt a Madrid. Després de l'esclat de la Guerra civil es va mantenir fidel a la República, integrant-se en l'Exèrcit Popular de la República. Va ascendir al rang de comandant d'infanteria. Al març de 1937 va ser nomenat comandant de la 110a Brigada Mixta, i al juny assumiria el comandament de la 72a Brigada Mixta, amb la qual intervindria en diverses accions en el front d'Osca. Al setembre seria nomenat comandant de la 213a Brigada Mixta, prenent part en les batalles de Terol i Segre.
Després del final de la contesa va passar a França al costat de la seva família, país on es va exiliar.